# Kardinal
Pour les articles homonymes, voir Kardinal (homonymie).
'Kardinal' est un cultivar de rosier obtenu en 1933 par le rosiériste allemand Max Krause (1880-1937). Son nom est choisi en référence à la couleur rouge de la soutane de cardinal. Il est issu d'un semis de 'Château de Clos-Vougeot' (Joseph Pernet-Ducher, 1908).

## Description
Ce rosier hybride de thé présente un buisson érigé et touffu, très ramifié, au feuillage vert clair. Ses fleurs de dimension moyenne à grande sont doubles (17-25 pétales) en forme de coupe et de couleur rouge soutenu. Sa floraison est remontante.
Ce rosier très florifère a connu un grand succès dans les années 1930-1960, pour sa couleur rouge éclatante et sa bonne remontée, ainsi que sa grande résistance aux maladies. Il a besoin d'une exposition ensoleillée. Il supporte le froid (-15°) si son pied est bien protégé en hiver (zone USDA 7b).
On peut l'admirer à la roseraie San Giovanni de Trieste.

## Descendance
Par croisement avec 'Mevrouw Nathalie Nypels' (Leenders, 1919), il a donné naissance à 'Gotenhafen' (Tantau, 1940).